# Cleora semialba
Cleora semialba là một loài bướm đêm trong họ Geometridae.